# Spermophilopsis leptodactylus
Spermophilopsis leptodactylus — ссавець родини вивіркових. 

## Поширення
Країни проживання: Афганістан, Іран, Казахстан, Таджикистан, Туркменістан, Узбекистан.  В Афганістані він був записаний до 1000 м над рівнем моря. Як правило, пов'язаний з піщаним місцями проживання пустелі (наприклад, піщані дюни) і степами. Зазвичай не зустрічається в аграрних областях, хоча може пошкодити насадження в межах свого посушливого середовища.

## Загрози та охорона
Здається, немає серйозних загроз для цього виду в цілому. Не відомо, чи вид присутній в захищених областях.